# Natalia Sroka
Natalia Sroka (née Krawulska le 23 juin 1988 à Piła) est une joueuse de volley-ball polonaise. Elle mesure 1,79 m et joue au poste de réceptionneuse-attaquante. 

## Clubs
| Club               | De        | À         |
| ------------------ | --------- | --------- |
| PTPS Piła          | 2005-2006 | 2005-2006 |
| Sokół Chorzów      | 2007-2008 | 2007-2008 |
| Budowlani Toruń    | 2008-2009 | 2008-2009 |
| PTPS Piła          | 2009-2010 | 2014-2015 |
| KS Pałac Bydgoszcz | 2015-2016 | 2016-2017 |
| MKS Kalisz         | 2017-2018 | …         |

## Palmarès
- Championnat de Pologne
  - Finaliste : 2006.